# Scotina
Scotina is een geslacht van spinnen uit de familie bodemzakspinnen (Liocranidae).

## Soorten
De volgende soorten zijn bij het geslacht ingedeeld:
- Scotina celans (Blackwall, 1841)
- Scotina gracilipes (Blackwall, 1859)
- Scotina occulta Kritscher, 1996
- Scotina palliardii (L. Koch, 1881)